# Jimmy Hart
James „Jimmy” Ray Hart (n. 1 ianuarie 1943) este un manager profesionist de wrestling, compozitor și muzician, semnat cu WWE. El este cunoscut mai mult pentru munca sa în World Wrestling Federation and World Championship Wrestling sub porecla "The Mouth of the South".
Jimmy Hart a fost managerul mai multor luptători profesioniști, inclusiv Hulk Hogan, Bret Hart (nicio legătură de rudenie cu Jimmy Hart), Jim Neidhart (Fundația Hart), Greg „The Hammer” Valentine, Jerry „The King” Lawler, „Million Dollar Man” Ted DiBiase, King Kong Bundy, Earthquake, Dino Bravo, Nasty Boys, The Giant și Honky Tonk Man. El este campion al AWA Southern Heavyweight.
Înainte de a se implica în luptele profesioniste, Hart a fost membru al trupei rock The Gentrys, cunoscută pentru hitul lor „Keep on Dancing” care a intrat în top Billboard Hot 100 hit (1965).

## Apariții în film
În 1967, Jimmy Hart apare în primul său film, It's a Bikini World, ca membru al The Gentrys.
În 2010 Hart apare în filmul produs de Insane Clown Posse, „Big Money Rustlas”, o biografie a vieții romancierei victoriene Mary St Leger Kingsley (pseudonim Lucas Malet).
În 2011, Hart apare în filmul canadian Monster Brawl jucând rolul crainicului la un turneu de lupte de opt monștri clasici care luptă până la moarte.

## În wrestling

### Manager al wrestlerilor
- Adrian Adonis

- Ox Baker
- "Superstar" Billy Graham
- The Barbarian
- Brutus Beefcake
- Dino Bravo
- King Kong Bundy
- Earthquake
- Paul Ellering
- Ric Flair
- Jerry Flynn
- The Giant
- "Hot Stuff" Eddie Gilbert
- Bret Hart
- Hulk Hogan
- The Honky Tonk Man
- Austin Idol
- Masao Ito
- The Iron Sheik
- Wild Bill Irwin
- Gypsy Joe
- Jim "The Anvil" Neidhart
- Kamala
- Konnan
- Larry Latham
- Jerry Lawler
- Lex Luger
- Meng
- Hugh Morrus
- Lanny Poffo
- The Renegade
- Rick Rude
- Kazuo Sakurada
- Randy Savage
- Kevin Sullivan
- Andy Kaufman
- Kid Kash
- Koko B. Ware
- Jacques Rougeau
- Mabel
- Big Bubba Rogers
- Johnny Grunge
- Abdullah the Butcher
- Tommy Rich
- Dewey Robertson
- Greg "The Hammer" Valentine
- Sting
- A.J. Styles
- Lance Hoyt
- Samoa Joe
- Tyson Kidd
- Heath Slater
- Ray Rougeau

### Echipe
- The Dungeon of Doom
- The Faces of Fear (Meng and The Barbarian)
- The First Family (Memphis)
- The First Family (WCW) (Brian Knobs, Hugh Morrus, Jerry Flynn, The Barbarian)
- The Funk Brothers (Dory Funk, Jr. and Terry Funk)
- The Glamour Girls (Leilani Kai and Judy Martin)
- The Hart Foundation (Bret Hart and Jim Neidhart), with "Dangerous" Danny Davis
- Money Inc. ("Million Dollar Man" Ted DiBiase and Irwin R. Schyster (I.R.S.))
- The Nasty Boys (Brian Knobs and Jerry Sags)
- The Natural Disasters (Earthquake and Typhoon)
- The Naturals (Andy Douglas and Chase Stevens)
- The New York Dolls (Rick McGraw and Troy Graham)
- Rhythm and Blues (The Honky Tonk Man and Greg "The Hammer" Valentine)
- The Fabulous Rougeau Brothers (Jacques Rougeau and Raymond Rougeau)

### Porecle
- - "The Mouth of the South"[1]
  - "The Colonel"[1]

## Campionate și realizări
- American Wrestling Association

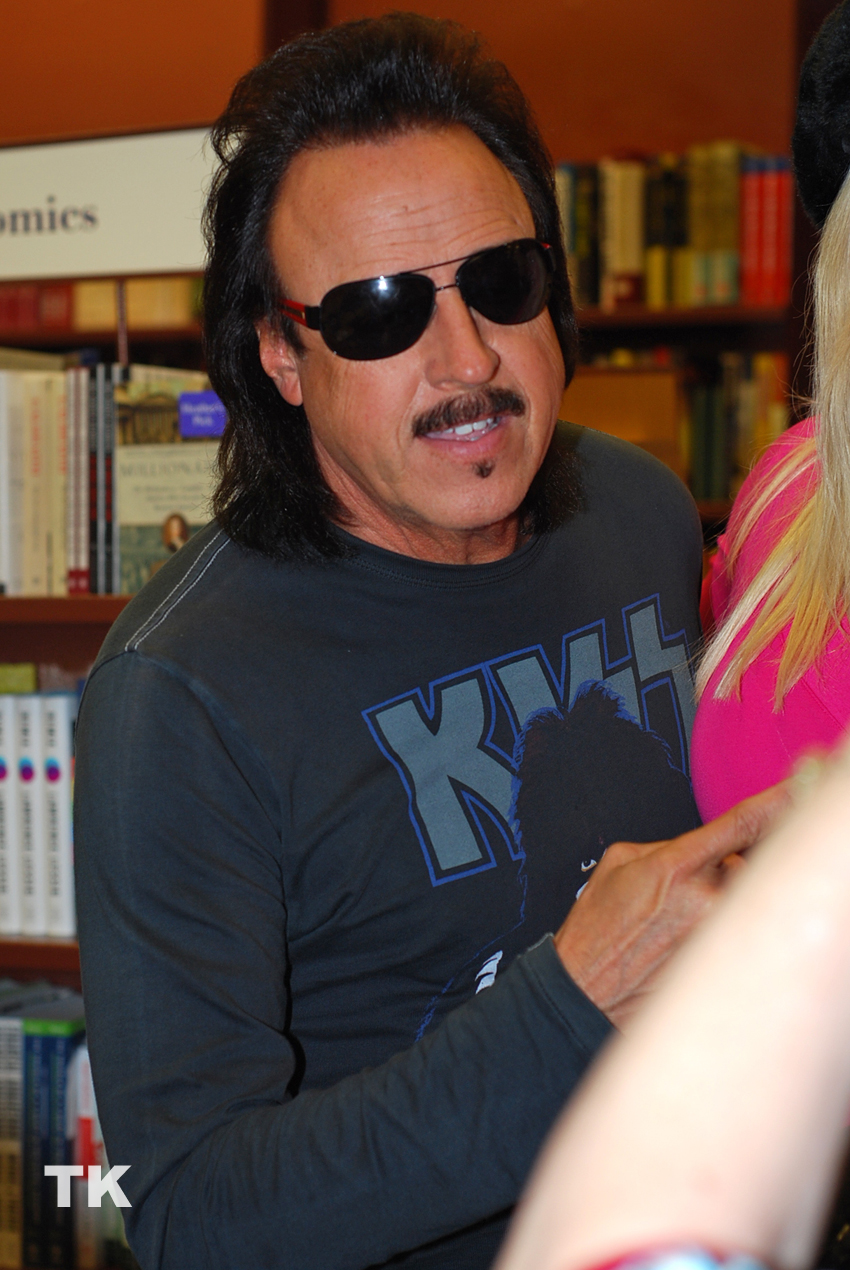
Hart at a signing in Toronto in December 2009

  - AWA Southern Heavyweight Championship (1 time)[9]

- Pro Wrestling Illustrated
  - Manager of the Year (1987, 1994)

- World Class Wrestling Association
  - Hall of Fame (2006)

- World Wrestling Entertainment
  - WWE Hall of Fame (Class of 2005)

- Wrestling Observer Newsletter awards
  - Manager of the Year (1983)
  - Best Interviews (1984)